# 포르사 강령
포르사 강령(핀란드어: Forssan ohjelma 포르산 오혤마[*])은 1903년 핀란드 노동당 제2차 당대회에서 핀란드 노동당이 핀란드 사회민주당으로 당명을 개칭하면서 동시에 채택한 강령이다. 이 때 채택되어 1952년까지 49년간 사회민주당의 당강령으로 기능했다. 
강령에는 8시간 노동제, 최저임금제, 의무교육제,:268 금주법 등이 포함되어 있었다. 포르사 강령은 1891년 독일 사회민주당이 채택한 에르푸르트 강령에서 거의 직접적으로 파생된 것이다.